# 숭신여자고등학교
숭신여자고등학교(崇信女子高等學校)는 대한민국 경기도 성남시 중원구 금광동에 있는 사립 고등학교이다.

## 학교 연혁
- 1971년 5월 28일 : 학교법인 숭신학원 인가 (설립자 재암 권재찬 선생)
- 1971년 5월 28일 : 초대 이사장 이영광 선생 취임
- 1971년 12월 20일 : 제1호관 (4층 20개 교실) 신축
- 1971년 12월 31일 : 숭신여자중학교 설립인가 (18학급)
- 1972년 12월 26일 : 숭신여자고등학교 설립인가 (15학급)
- 1973년 3월 3일 : 고등학교 개교식(5학급)
- 1973년 4월 18일 : 초대 교장 박보영 선생 취임
- 1976년 1월 20일 : 제1회 졸업식(252명)
- 2001년 5월 29일 : 심원관 신축
- 2002년 12월 30일 : 제6호관(4층 20개교실) 신축
- 2010년 6월 3일 : 제4대 이사장 권승호 선생 취임
- 2023년 1월 7일 : 제48회 졸업식 (졸업생 208명, 졸업생 누계 20,781명)
- 2023년 3월 1일 : 제8대 교장 김윤경 선생 취임

## 참고 자료
- 숭신여자고등학교 - 한국교육학술정보원 학교알리미